# Fumaria reuteri
Fumaria reuteri är en vallmoväxtart som beskrevs av Pierre Edmond Boissier. Fumaria reuteri ingår i släktet jordrökar, och familjen vallmoväxter. Inga underarter finns listade i Catalogue of Life.

## Bildgalleri

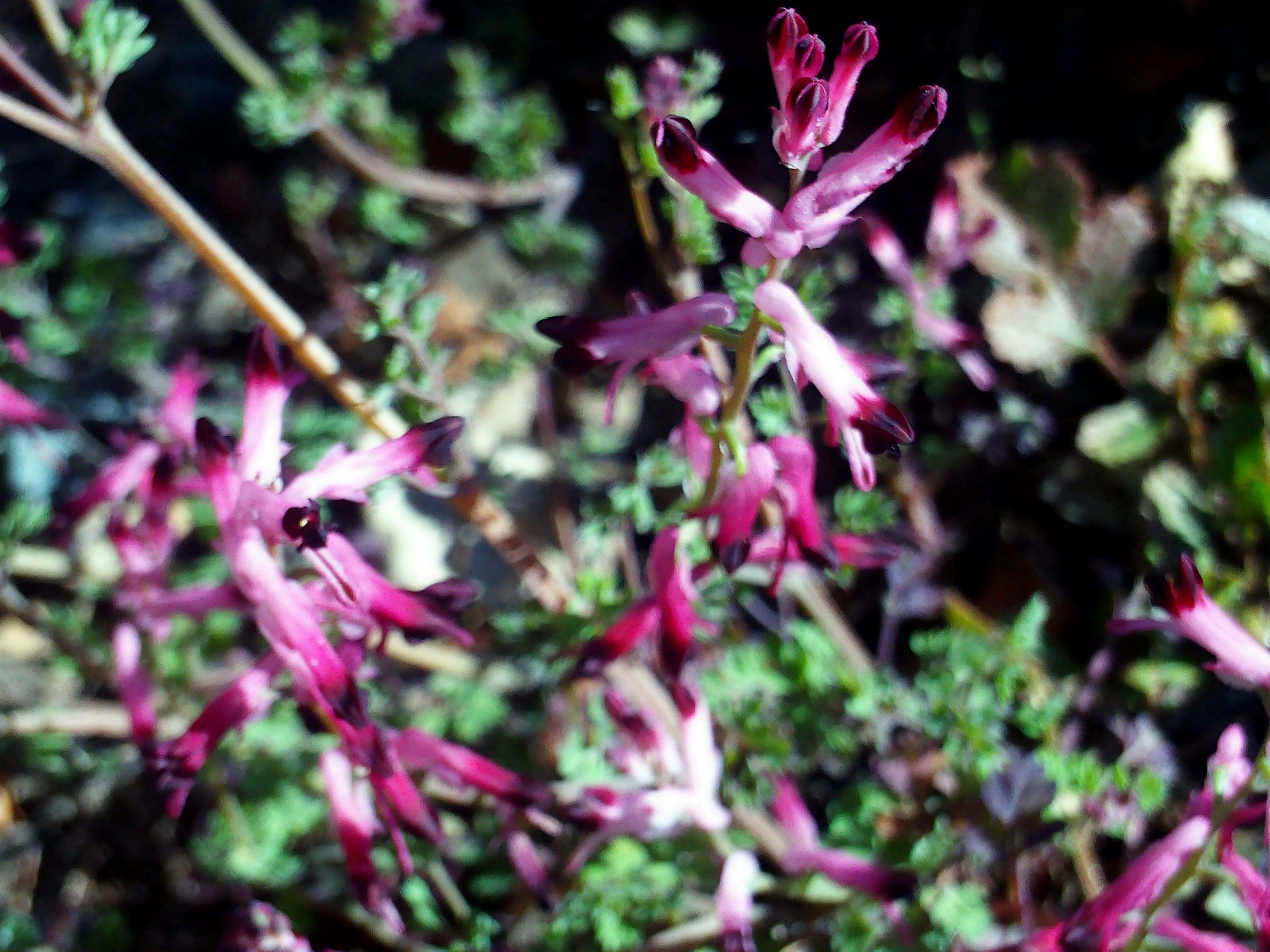
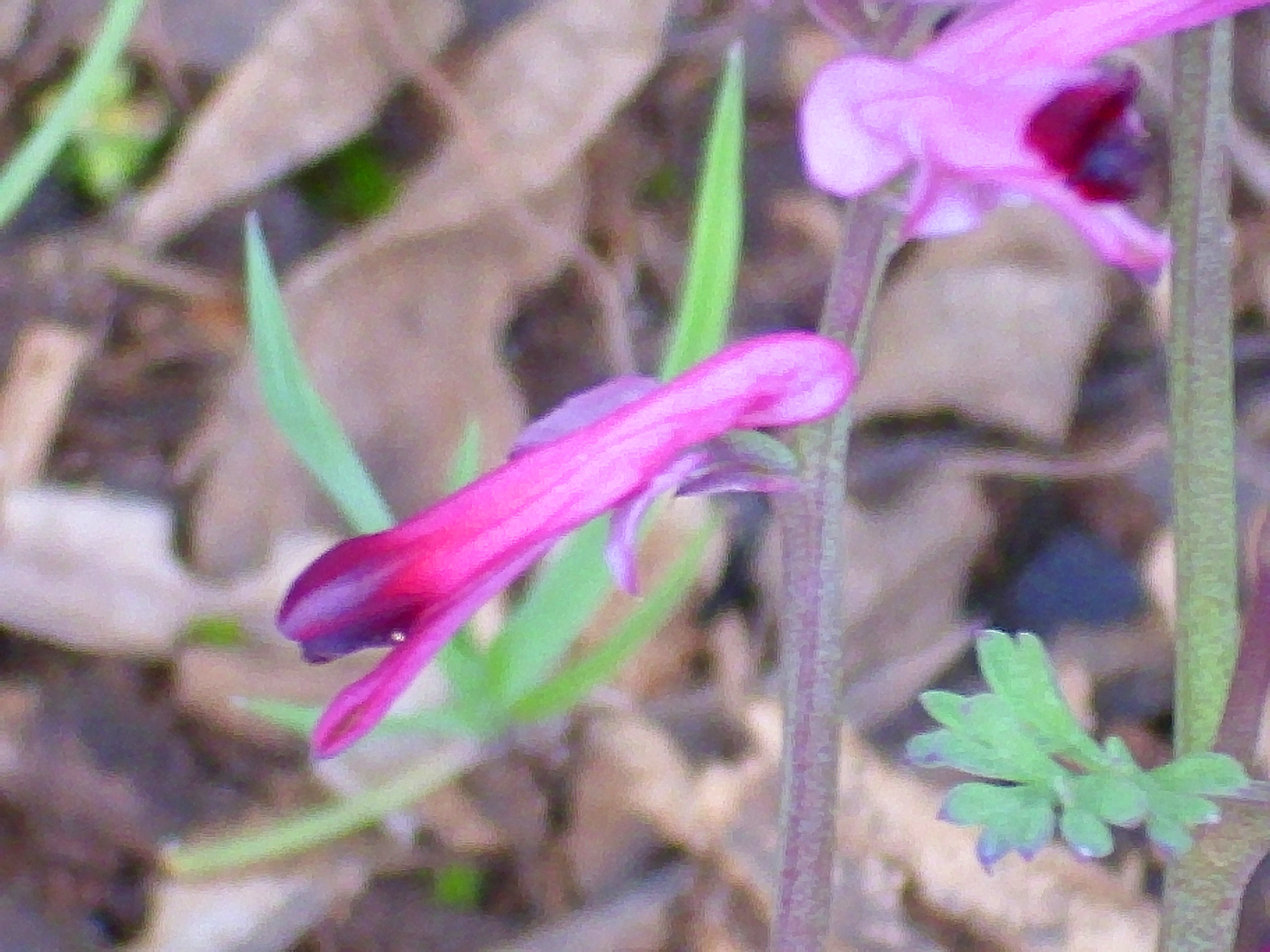
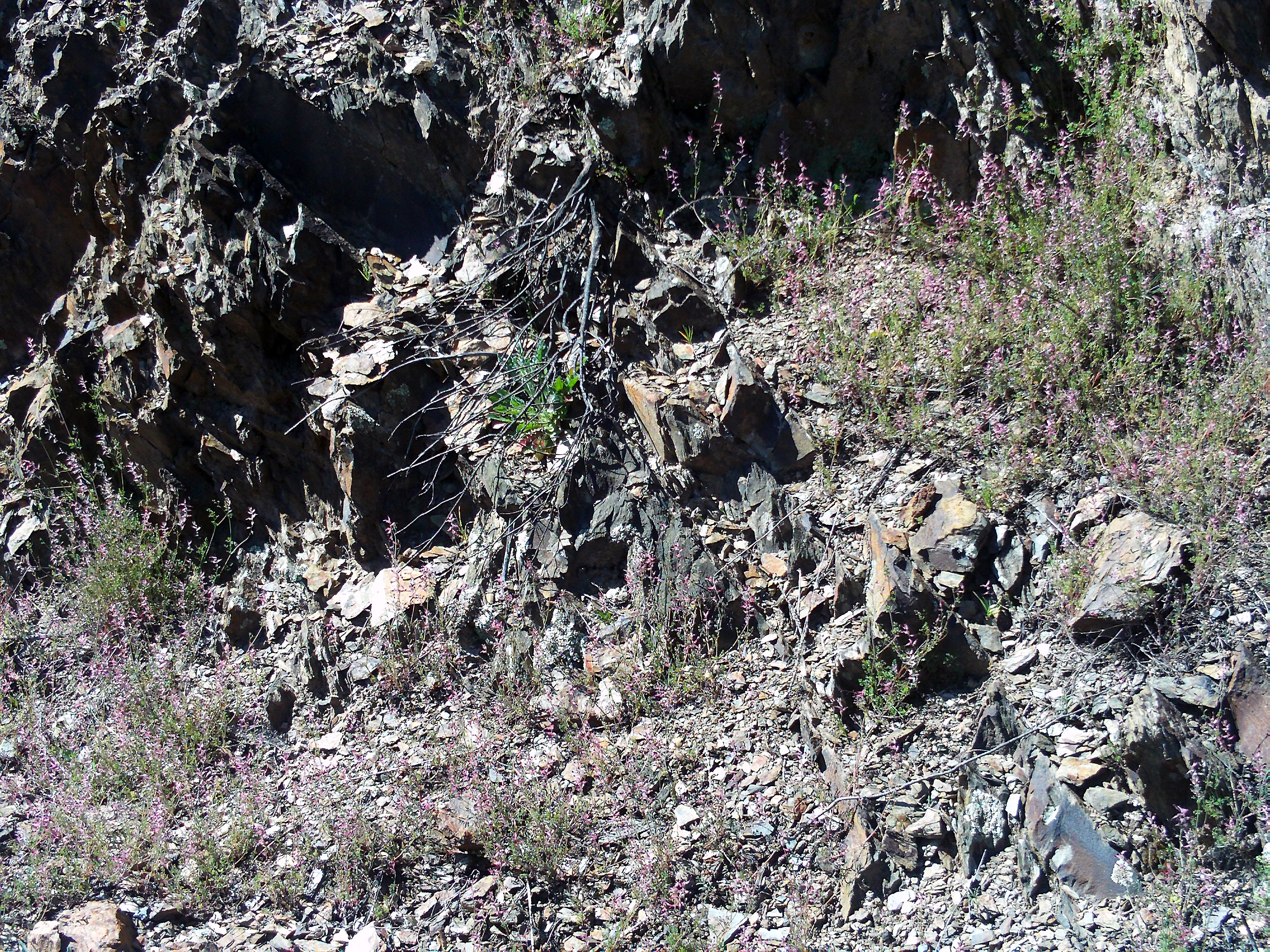
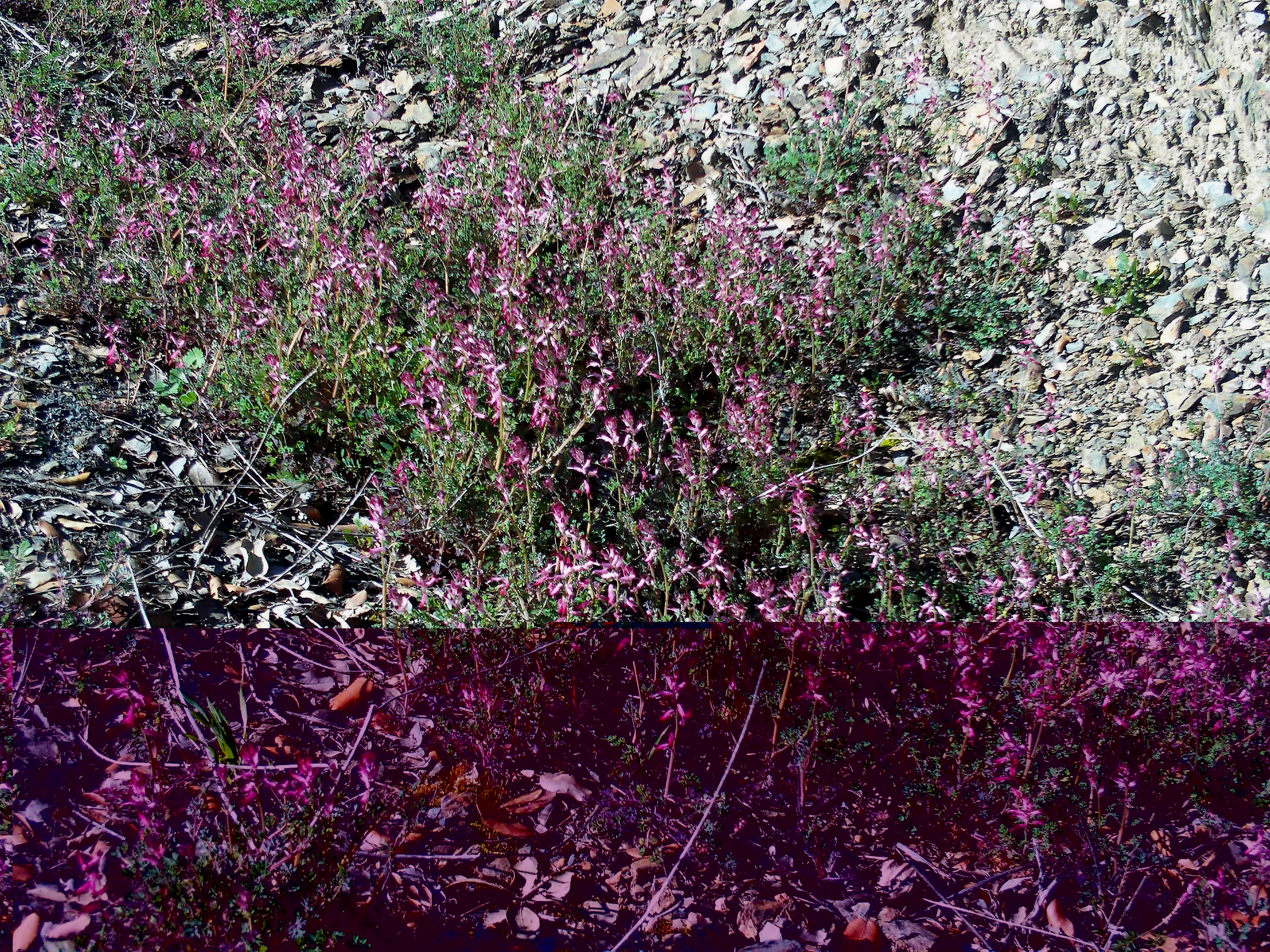